# ウイルソン・デ・ソウザ・パウラ・ジュニオール
ジュニオール・カイサラ（Júnior Caiçara）ことウイルソン・デ・ソウザ・パウラ・ジュニオール（Uilson de Souza Paula Júnior、1989年4月27日 - ）は、ブラジル・サンパウロ出身でブルガリア国籍のプロサッカー選手。サントスFC所属。ポジションは、ディフェンダー。

## 経歴

### 初期
ECサント・アンドレでプロキャリアをスタート。2009年、CSアラゴアーノにレンタル移籍。2010年、アメリカFCにレンタル移籍。 
2010年夏、ポルトガルのジル・ヴィセンテFCにレンタル移籍、2シーズンプレーした。その間プリメイラ・リーガ昇格を経験している。

### ルドゴレツ
2012年6月、PFCルドゴレツ・ラズグラドに移籍。契約は3年で背番号は80に決定した。
7月のブルガリア・スーパーカップ・PFCロコモティフ・プロヴディフ戦で初出場・初ゴールを記録しタイトル獲得に貢献。同月のUEFAチャンピオンズリーグ 2012-13予選・2回戦のNKディナモ・ザグレブ戦にも出場した。8月、PFCチェルノ・モレ・ヴァルナ戦でリーグ初出場。右サイドバックのレギュラーを獲得し、リーグ優勝に貢献した。
2013年8月、UEFAチャンピオンズリーグ 2013-14・FCバーゼル戦で初退場。試合にも2-4で敗れた。
2014年7月、ブルガリア国籍を取得。12月、ルドゴレツとの契約を2年延長した。

### シャルケ
2015年6月、シャルケ04に450万ユーロで移籍。契約は3年。SVダルムシュタット98戦でブンデスリーガ初出場。

### バシャクシェヒルFK
2017年1月16日、イスタンブール・バシャクシェヒルFKに移籍した。

### サントス
2023年8月21日、サントスFCに移籍した。

## タイトル
ジル・ヴィセンテ
- リーガ・デ・オンラ. (1): 2010–11

ルドゴレツ・ラズグラド
- ファースト・プロフェッショナル・フットボールリーグ (3): 2012–13, 2013–14, 2014–15
- ブルガリア・カップ (1): 2013–14
- ブルガリア・スーパーカップ (1): 2012